# Fount de Rome
Le Fount de Rome est une villa gallo-romaine ruinée située à Fleury, en France.

## Localisation
La villa est située sur la commune de Fleury, dans le département français de l'Aude., théoriquement au lieu-dit Boëde (Fiche Mérimée : PA00102691), non loin de l'Oustalet, entre la Clape et l'étang de Pissevaches.

## Historique

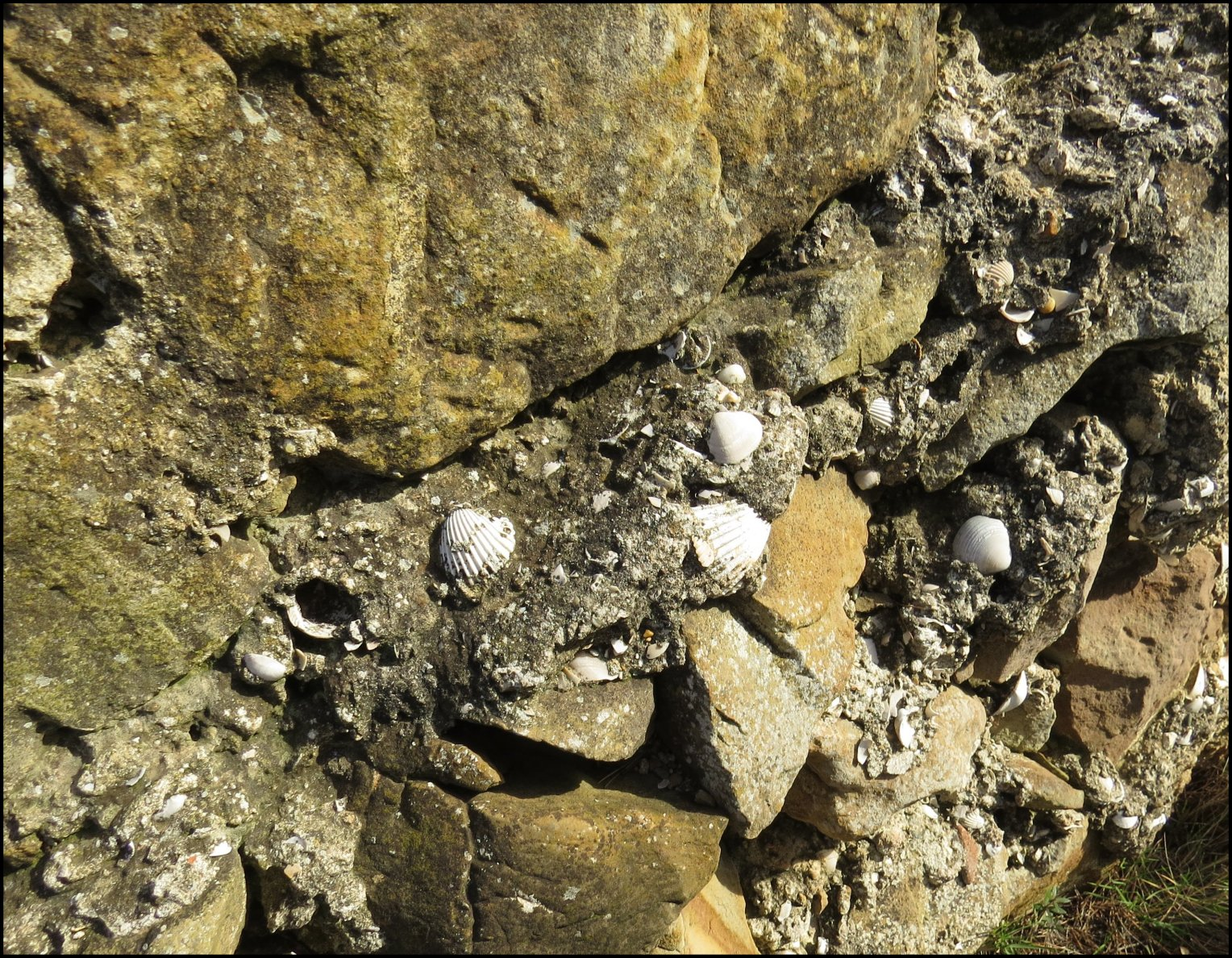
Fig.1 - Coquilles de mollusques (valves entières) dans le mortier d'un mur de la pièce 1.

La villa a été signalée pour la première fois par J.Campardou en 1904 et fouillée ultérieurement par J.Fabre et son équipe, de 1966 à 1968, cette activité ayant plus porté sur le recueil d'un mobilier hétérogène que sur les sols et surtout les murs dont la structure est fort curieuse car ils sont littéralement "truffés" de coquillages (Fig.1 à 3).
L'édifice a été classé au titre des monuments historiques en 1970.

## Description
Bâtie sur une petite colline couverte de pins d'Alep et de garrigue languedocienne typique qui l'a envahie (Présentation, Fig.4,7,8), la villa est dans un état d'abandon complet et largement occupée par ses plantes, notamment le Genévrier cade, le Ciste de Montpellier et une espèce inattendue en milieu réputé calcaire, la Lavande papillon.
Elle est établie sur une plateforme flanquée par deux terrasses que délimitent des murs en petit appareil.
Elle se compose à l'Est de six pièces dont les murs, d'une épaisseur atteignant 0,60 mètre, sont bien conservés, et de quatre autres, largement ouvertes à l'Ouest par interruption de leurs parois (Plan).
La pièce 1, semble-t-il jamais fouillée, est de plan rectangulaire et longue de 8 mètres.
La pièce 2 a un plan carré.
La pièce 3, la plus vaste, a une longueur de près de 12 mètres (Fig.3). Son mur Nord, haut, bien dégagé et de belle facture (Fig.5), est précédé par un muret parallèle. Non loin de ce dernier une étrange structure isolée, de couleur rouge, cylindrique et en forme de colonne dressée, émerge des graminées envahissantes. Mesurant environ 0,40 mètre de diamètre et à peu près d'une même hauteur dans sa partie visible, elle est formée par une superposition de briques discoïdales, en terre cuite, liées par un mortier sans inclusions (Fig. ). Elle évoque une pilette d'hypocauste…
La pièce 4, la plus fouillée d'après les rapports, est divisée en deux parties par un petit mur (1,20 × 0,40 mètre) de composition hétérogène : « D1 », la plus vaste et « D2 », plus réduite, disposées en équerre. Trois niveaux archéologiques y ont été dégagés par les fouilleurs.
La pièce 5 est beaucoup plus vaste, presque carrée. Cette salle et les pièces suivantes ont peut-être fourni du mobilier mais il n'en est pas fait mention dans un rapport de fouilles ou autres notes, les recherches ayant été arrêtées pour des raisons inconnues vers l'année 1968 (Fig.4 et 5).
La plus originale des structures est la pièce 7, à l'angle nord-ouest du site (Plan), vue par Solier en 1968 qui signale en 1970, cette « curieuse salle… dont les branches Nord et Sud se terminent par des croix grecques (?) ». Non décrite avec plus de détails, elle est esquissée dans le plan d'ensemble, erroné à son niveau, et présentée partiellement dans la Carte archéologique de la Gaule : Le Narbonnais (Fig.765, p.538), la réalisation de cette photographie ayant été facilitée par un incendie de garrigue (août 2001) dont il reste encore des traces. Elle présente notamment un mur concave et incurvé en abside (Fig.7 et 8). Derrière ce mur est visible un espace bâti étrange en forme de prisme triangulaire (Fig.8), une sorte de réduit apparemment clos sur toutes ses faces, celle qui s'adosse à l'abside étant légèrement concave (Fig.9).

## Mobiliers
Énuméré un peu en vrac dans la Carte archéologique, à la suite des fouilles de Fabre et des matériaux hétérogènes recueillis, il est loin d'avoir la même richesse que celui de Vivios, de l'autre côté des étangs et se compose de :
- pièces en os : aiguilles, cuillère à fard ;
- pièces métalliques : lingot de plomb, monnaies en argent (triumvir Manius Acilius, 54 Av.J.C.) et en bronze d'Auguste, clous en bronze et en fer ;
- Céramiques… ;
- Pavement.

La présence de tesselles n'est pas évoquée.

## Particularités
Une particularité frappante est l'absence de canalisations visibles, la gestion de l'eau demeurant jusqu'ici inconnue. Il n'est pas mentionné de dépotoirs. 

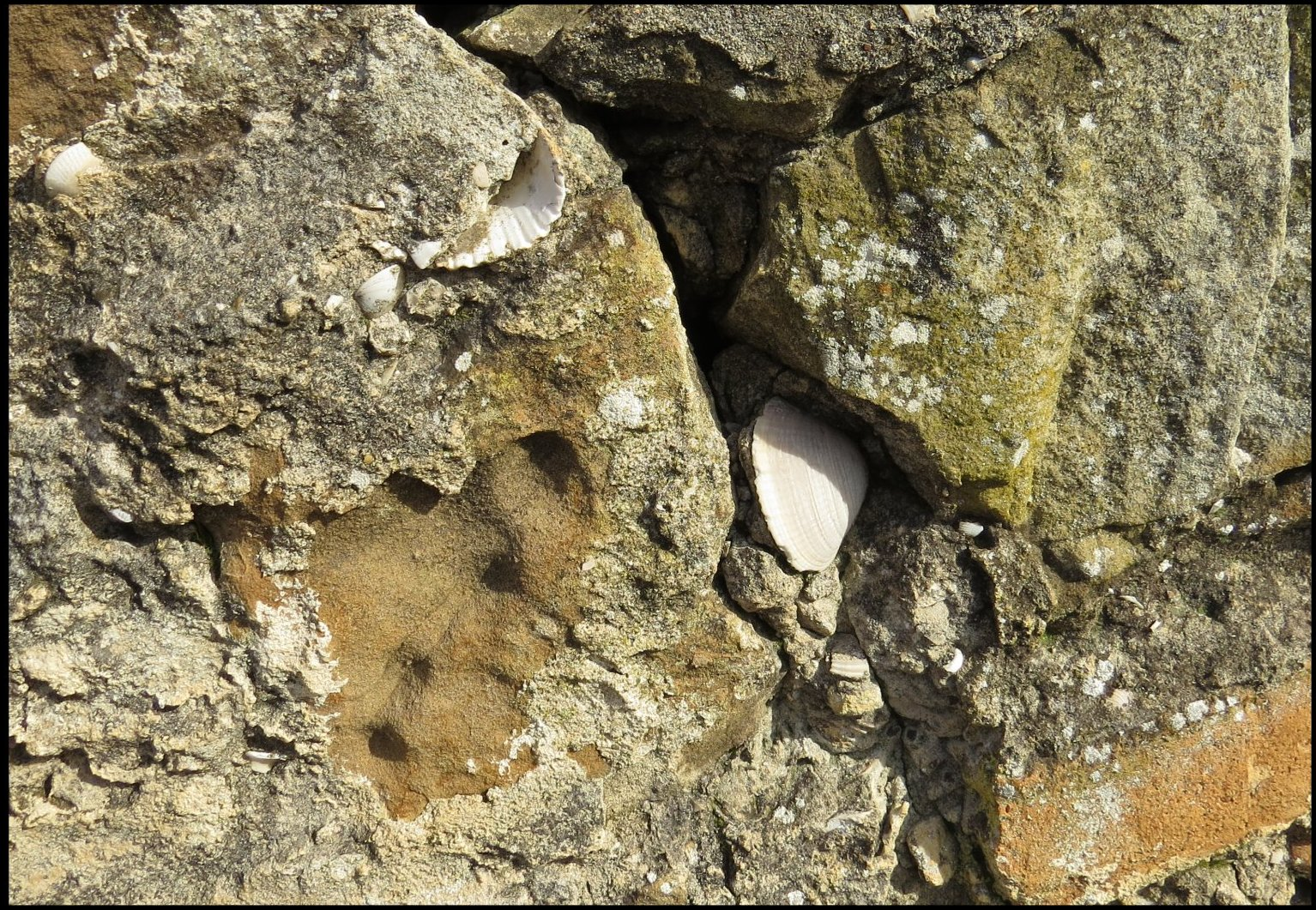
Fig.2 - Autres coquillages inclus dans le mortier d'un mur.

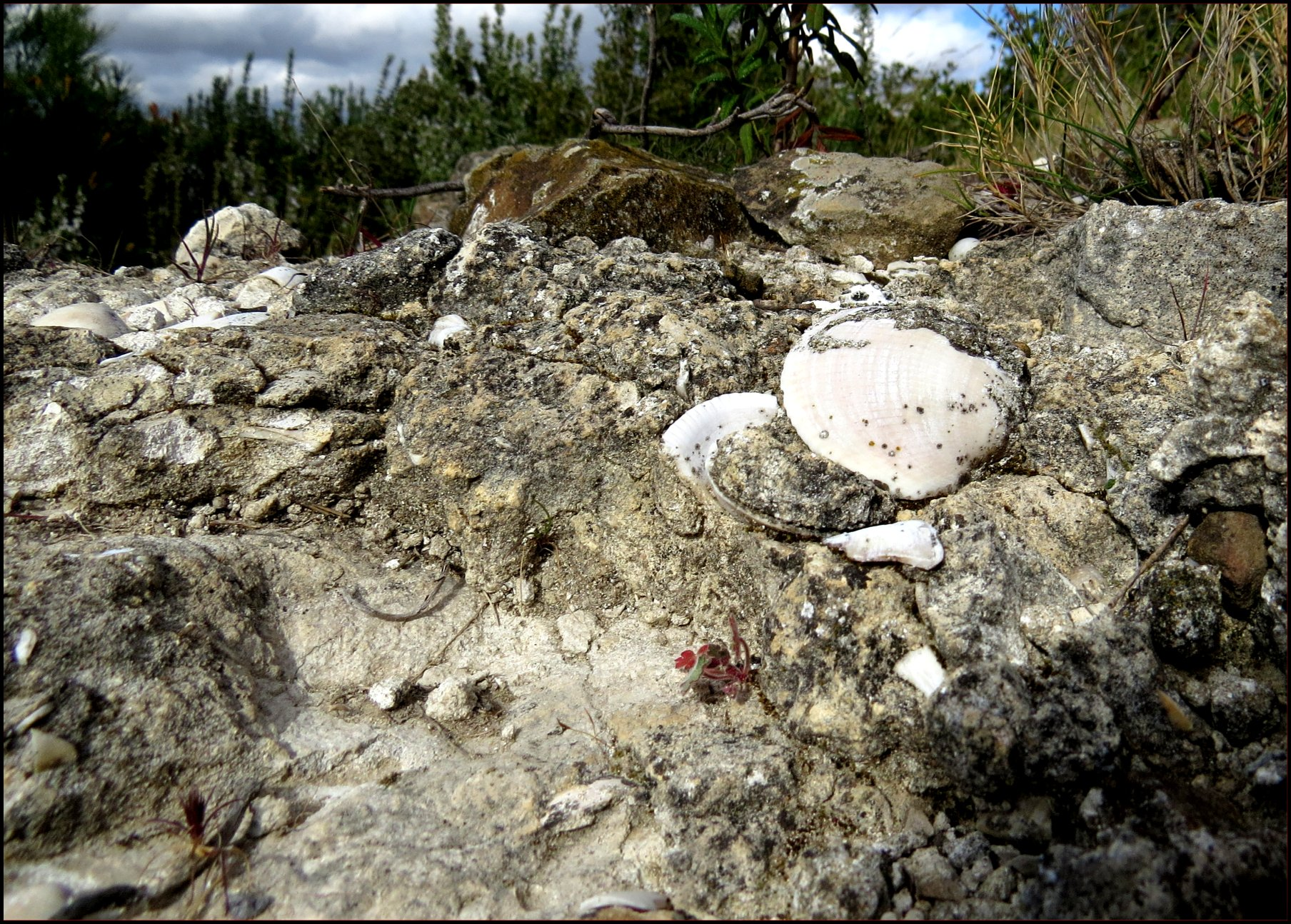
Fig.3 - Autres coquillages inclus dans le mortier d'un mur.

En outre, les fouilleurs n'ont pas signalé la plus remarquable des originalités du site observée pour la première fois en Languedoc (2018) par André Lopez : le mortier de ses murs, dont les blocs sont du grès, renferme une quantité extraordinaire de coquilles de mollusques lamellibranches, surtout Cardium et Tapes, à valves entières. Elles y ont été incluses en désordre et sans but ornemental par les maçons antiques (Fig.1 à 3), remplaçant peut être ainsi le gravier. Il se pourrait que les coquillages, dont des Pectens ne font pas partie, aient été ramassés pêle-mêle avec du sable sur la plage proche en vue de la préparation du mortier…

## À titre comparatif
Fount de Rome diffère totalement du complexe gallo-romain dit Villa de Vivios, situé sur Lespignan, de l'autre côté du cours d'eau de l'Aude et des étangs, associant un réseau remarquable de canalisations, un habitat, des thermes et des salles à piliers (granarium présumé). Les murs, moins bien conservés, sont en blocs de calcaire, souvent coquillier (fossiles miocènes : Ostrea, Chlamys), dit alors des Brégines. Dans leur mortier, Il n'y a pas de coquillages inclus. En revanche, les conchyliorestes de Mollusques bivalves, Huîtres (Ostrea edulis) et surtout Pectens glabres (Flexopecten glaber), issus du Palus Hélicé (actuels étangs de Vendres-Lespignan), abondent dans les dépotoirs de villae où ils ont été déposés durant l'Antiquité, après leur consommation.
L'inclusion murale de coquillages est presque nulle à Vivios où seul, le mortier de l'un des piliers renferme des valves de Flexopecten.
En revanche, elle est plus importante à Vendres dans les thermes de la villa (temple) de Vénus où le mortier renferme Flexopecten en assez grande abondance, ainsi que Cerastoderma edule qui vivait aussi dans le Palus.

## Dépendance
Un atelier de potiers gallo-romains, découvert vers 1984 par D. Orliac, aurait été associé à la villa. Ses vestiges se situent dans un champ en contrebas, au fond d'un vallon, et sont distants d'environ 200 mètres de Fount de Rome. D'activité brève, il a fourni les restes de productions multiples : fragments de tegulae, briques, pilettes, dolia et éléments de tuyauterie, céramiques diverses (pernettes tripodes, assiettes, bols et plats) dont sigillées et pré-sigillées sud-gauloises (Orliac, Passelac 1992), certains déposés au Musée d'Ensérune (à vérifier)[réf. nécessaire]

## Galerie

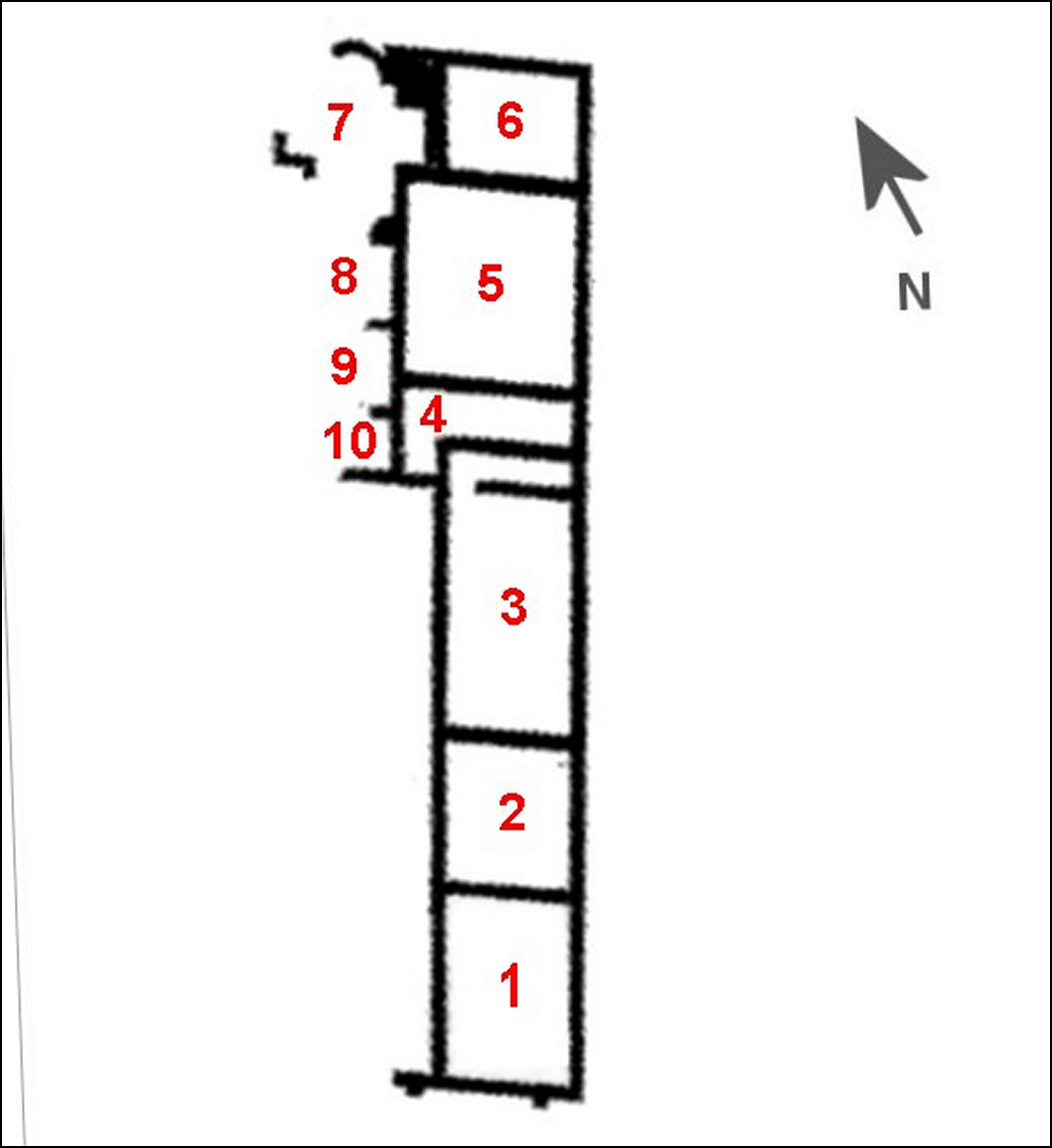
Plan de la villa romaine de Fount de Rome.
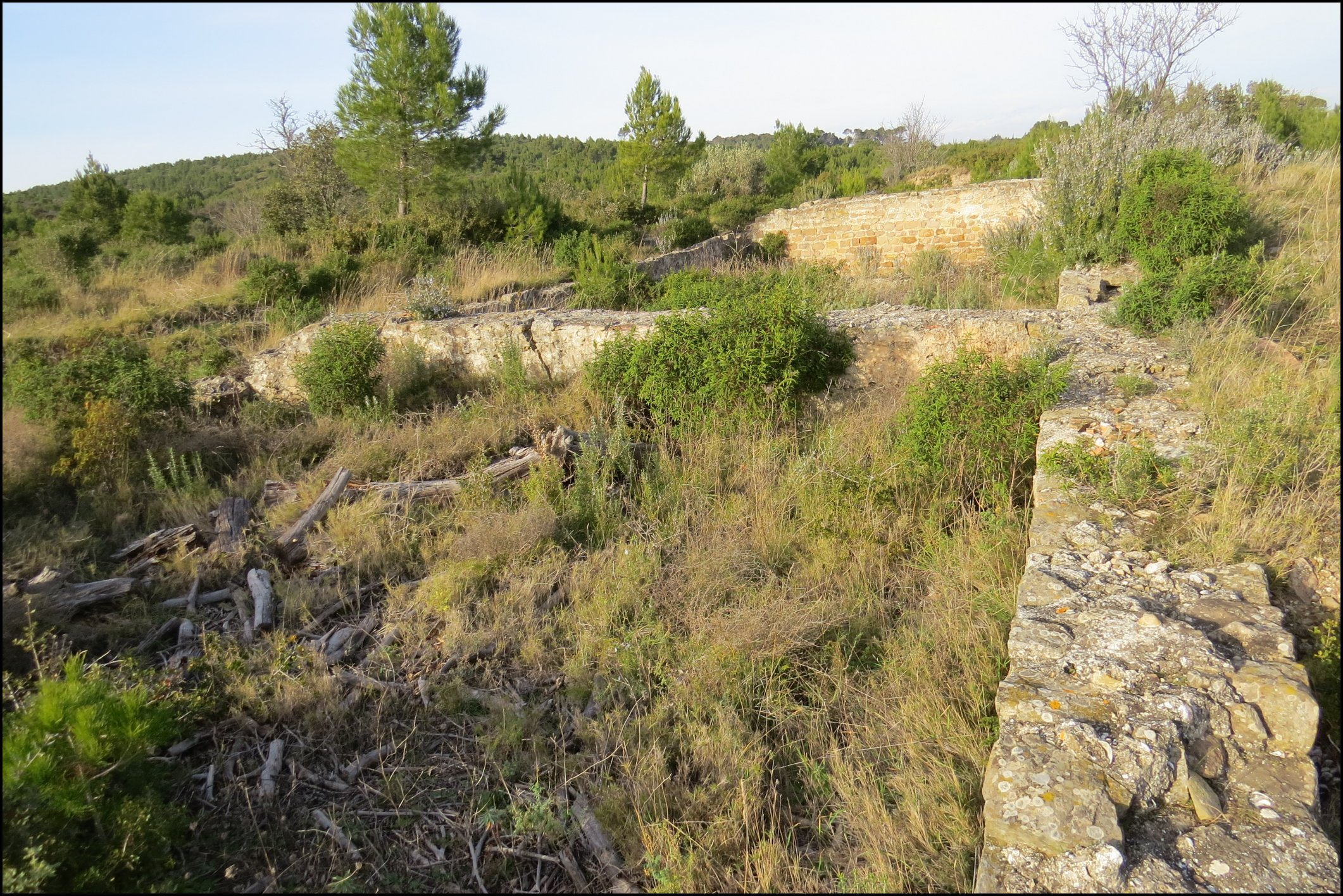
Fig.4 - Vue depuis la pièce 2.
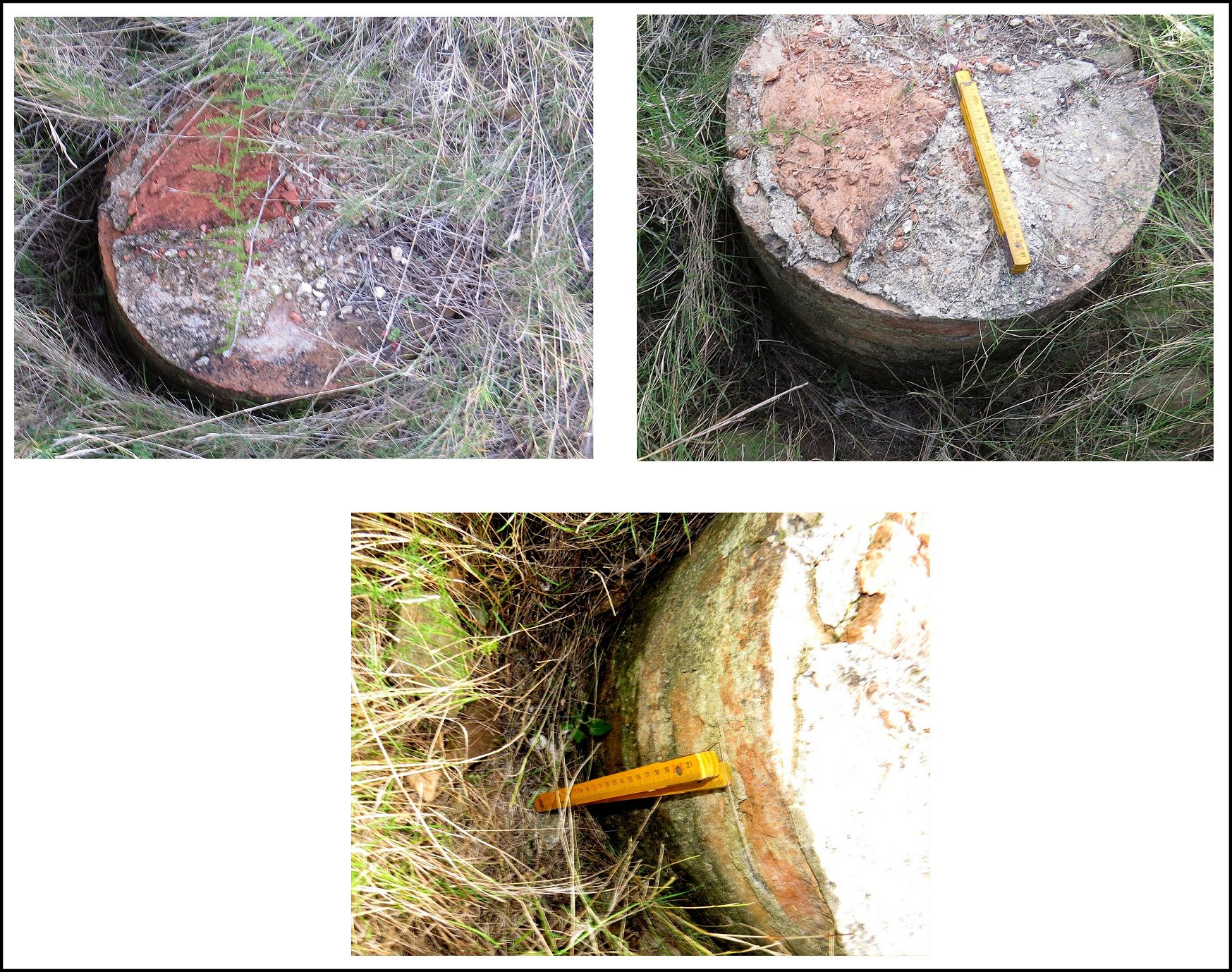
Petite colonne en briques.
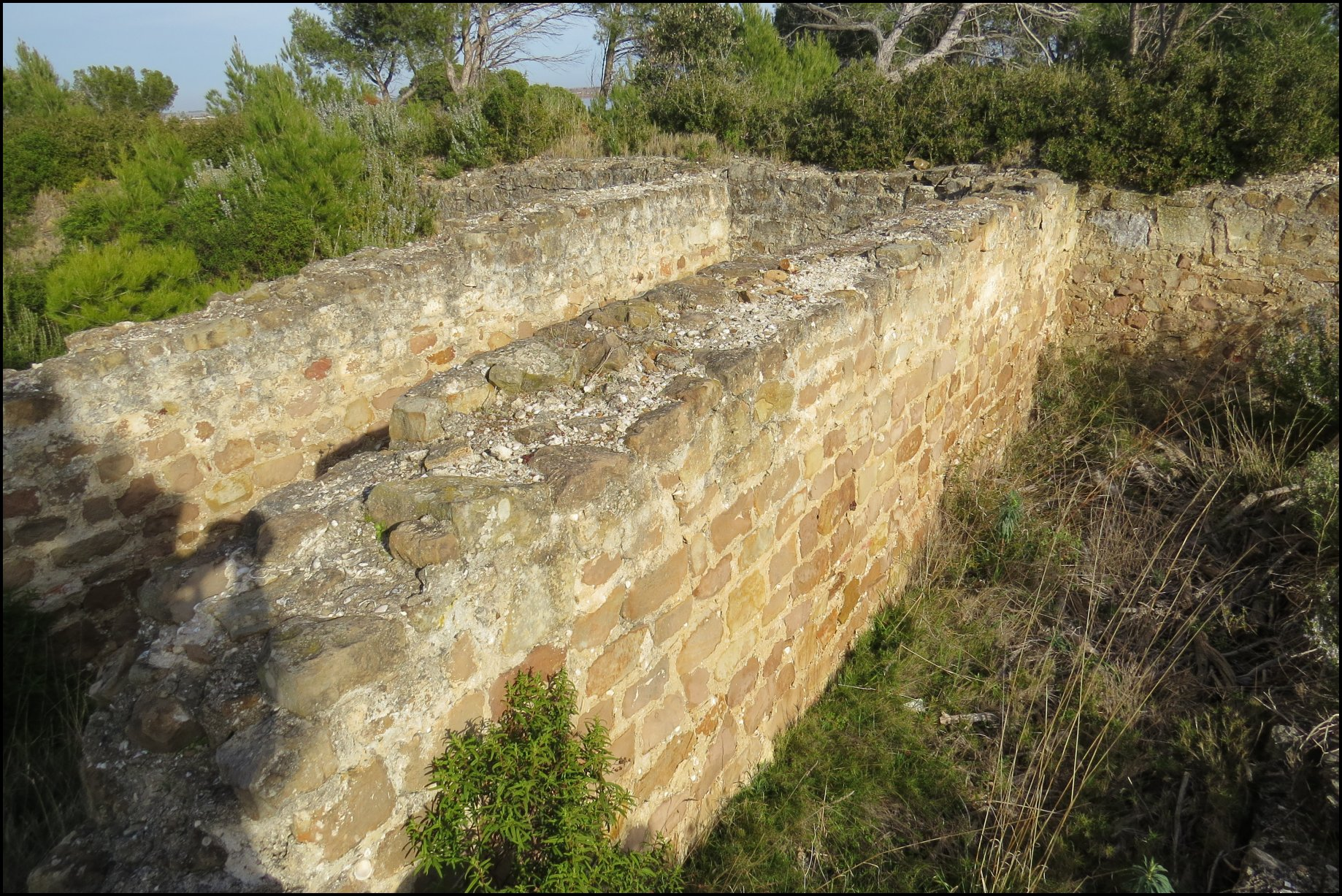
Fig.5 - Pièces 3 et 4.
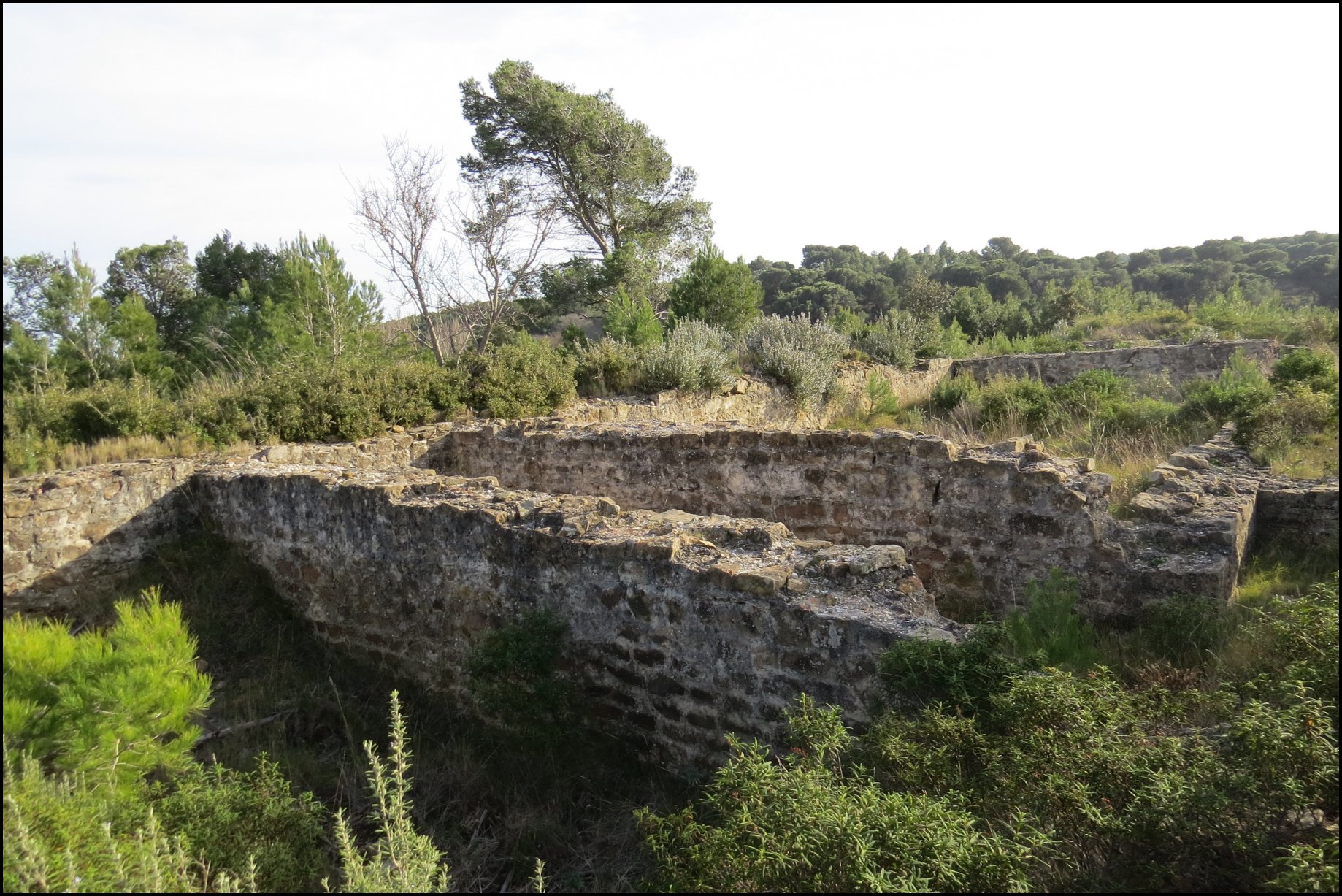
Fig.6 - Pièces 4 et 5.
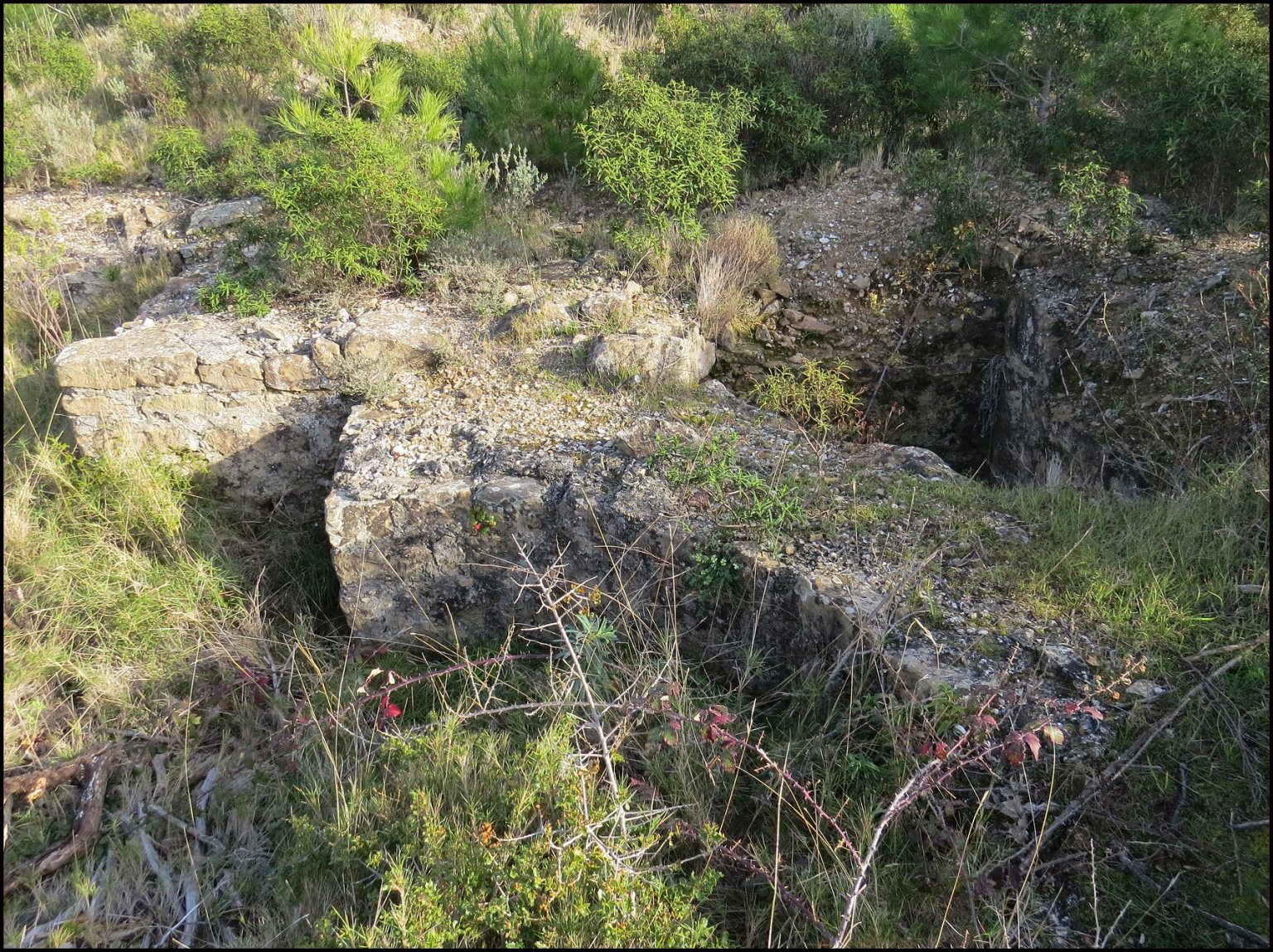
Fig.7 - Pièce 7 avec un mur incurvé (abside).
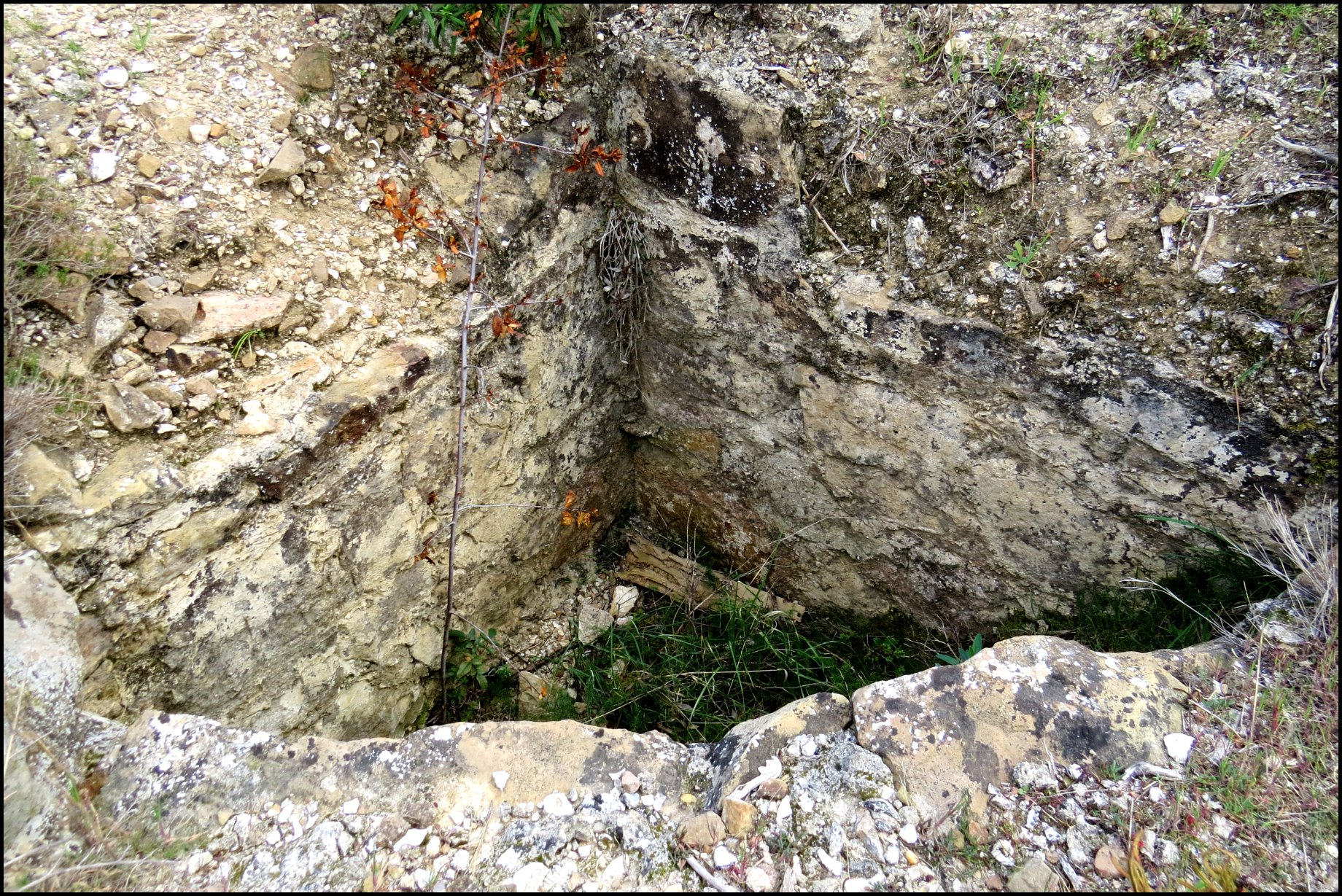
Fig.9 - Réduit annexé à la pièce 7, détail.
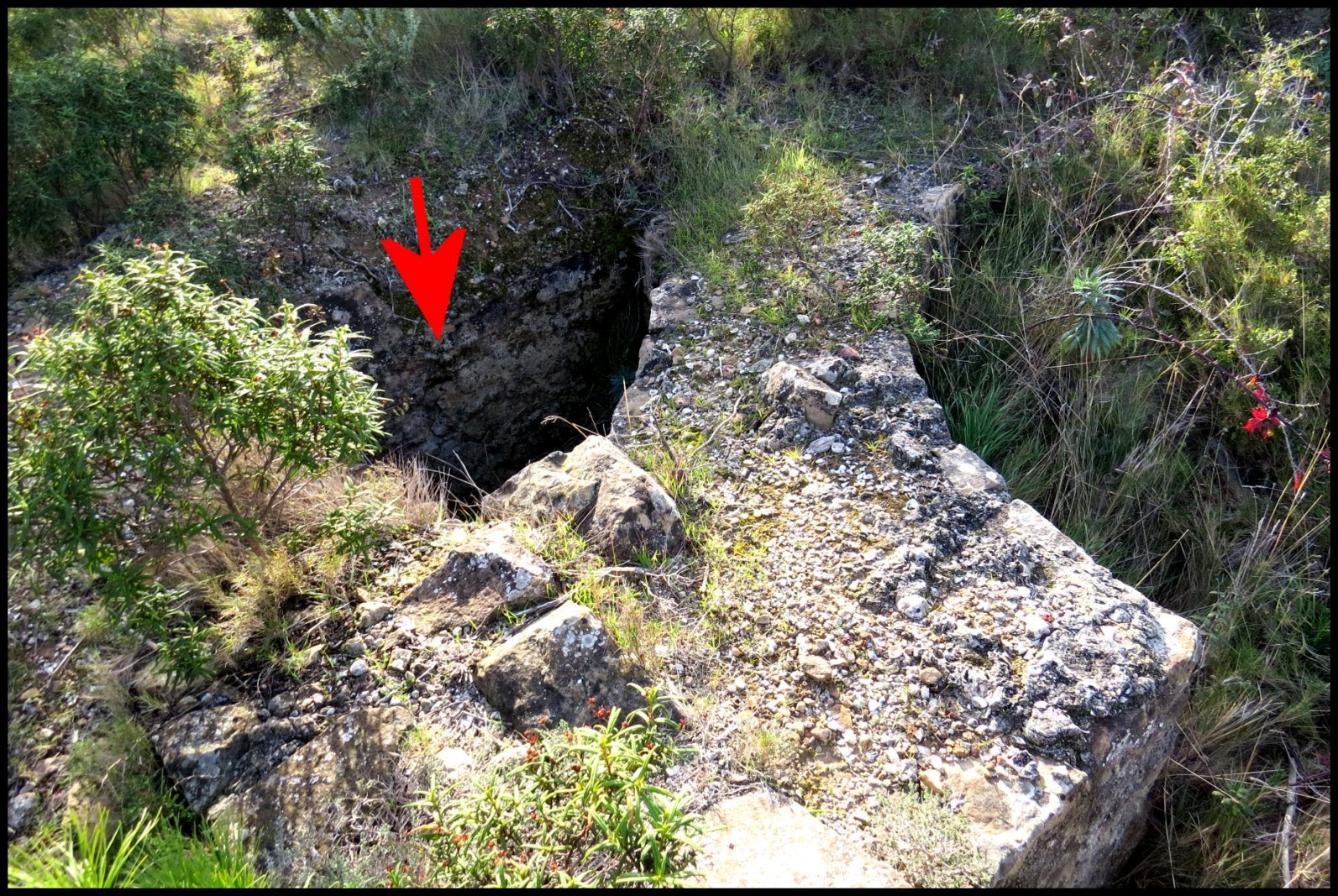
Fig.8 - Autre vue partielle de la pièce 7, avec le mur en abside et le réduit (flèche).